# Aglomeracja kielecka
Aglomeracja kielecka – aglomeracja w środkowej części województwa świętokrzyskiego, którego miasto centralne stanowią Kielce. Pozostałymi miastami aglomeracji są Chęciny, Daleszyce, Morawica, Piekoszów i Nowa Słupia. 
Według projektu ESPON obszar funkcjonalny Kielc (FUA, ang. Functional Urban Area) w 2002 r. zamieszkiwało 319 tys. osób.
W 2005 r. Paweł Swianiewicz oraz Urszula Klimska wyznaczyli obszar aglomeracji kieleckiej obejmujący Kielce oraz 12 gmin z powiatu kieleckiego. Obszar ten w 2002 r. zamieszkiwało 348 tys. osób. Przy wyznaczaniu aglomeracji przeprowadzono delimitację obszarów przyległych, uwzględniając saldo migracji w latach 1998–2002, gęstość zaludnienia (w 2002 r.), współczynnik zatrudnienia związany z natężeniem dojazdów.
| Gmina                  | Liczba ludności (2020-06-30) [osób] | Powierzchnia (2010-01-01) [km²] | Gęstość zaludnienia [osób/km²] |
| ---------------------- | ----------------------------------- | ------------------------------- | ------------------------------ |
| Kielce                 | 194 218                             | 109,65                          | 1 771,25                       |
| Bieliny (gmina)        | 10 278                              | 88,22                           | 116,50                         |
| Chęciny (gmina)        | 15 066                              | 127,39                          | 118,27                         |
| Daleszyce (gmina)      | 15 884                              | 222,39                          | 71,42                          |
| Górno (gmina)          | 14 593                              | 83,16                           | 175,48                         |
| Masłów (gmina)         | 11 087                              | 85,55                           | 129,60                         |
| Miedziana Góra (gmina) | 11 654                              | 71,14                           | 163,82                         |
| Morawica (gmina)       | 16 827                              | 140,38                          | 119,88                         |
| Nowa Słupia (gmina)    | 9 439                               | 85,76                           | 110,06                         |
| Piekoszów (gmina)      | 16 477                              | 102,97                          | 159,73                         |
| Nowiny (gmina)         | 7 919                               | 45,61                           | 173,62                         |
| Strawczyn (gmina)      | 10 950                              | 85,86                           | 127,53                         |
| Zagnańsk (gmina)       | 12 952                              | 124,87                          | 103,72                         |
| Razem (aglomeracja)    | 347 344                             | 1372,95                         | 252,99                         |

## Aglomeracja staropolska
W 2002 r. Świętokrzyskie Biuro Rozwoju Regionalnego przedstawiło kształtowanie się policentrycznej aglomeracji staropolskiej, wskazując koncentrację dużych miast w północnej części woj. świętokrzyskiego połączonych z miejskim obszarem funkcjonalnym Kielc, tj. tereny położone w pasie Końskie — Ożarów oraz Kielce — Skarżysko-Kamienna. Część takiej aglomeracji miałoby tworzyć równoleżnikowe pasmo od Końskich do Ożarowa, poprzez Stąporków, Skarżysko-Kamienna, Wąchock, Starachowice, Kunów, Ostrowiec Świętokrzyski i Ćmielów. Układ ten poprzez Suchedniów oraz zurbanizowane wsie: Ostojów, Łączną, Kajetanów i Wiśniówkę miałby łączyć się z Kielcami i obszarem ośrodka wojewódzkiego, tworząc na terenie woj. świętokrzyskiego układ aglomeracyjny w kształcie litery „T”, stanowiący kształtującą się aglomerację staropolską.
Koncepcja aglomeracji staropolskiej wywodzi się z lat 60. XX wieku z opracowania dotyczącego aglomeracji świętokrzyskiej (Zagłębie Staropolskie), która uzyskała wówczas kształt krzyża i obejmowała pas terenów od Radomia do Kielc. W latach 70. w wyniku podziału województwa kieleckiego rozważano tylko koncepcję aglomeracji staropolskiej, która w ówczesnym Planie Krajowym obejmowała obszar 1076 km² (12% obszaru województwa kieleckiego). W 1975 r. w strefie węzłowej, zurbanizowanej zamieszkiwało 450 tys. osób, z tego w miastach 329 tys. osób.

## Kielecki Obszar Metropolitalny
26 sierpnia 2005 r. prezydent Kielc oraz władze 10 sąsiadujących gmin podpisały „Deklarację współpracy na rzecz Kieleckiego Obszaru Metropolitalnego”. W grudniu 2007 r. deklarację podpisał także wójt gminy Kije, a 24 maja 2011 wójt gminy Mniów i burmistrz gminy Chmielnik. Na początku marca 2012 roku do Kieleckiego Obszaru Metropolitarnego dołączyła gmina Pierzchnica.
Sygnatariusze deklaracji: Kielce oraz gminy: Chęciny, Chmielnik, Daleszyce, Górno, Kije, Masłów, Miedziana Góra, Mniów, Morawica, Piekoszów, Nowiny, Strawczyn, Zagnańsk.
Sygnatariusze uznają konieczność współpracy na rzecz jego rozwoju, w szczególności w zakresie wspólnych przedsięwzięć infrastrukturalnych oraz wskazują na konieczność zapisywania takich przedsięwzięć w strategiach gminnych.
Według publikacji zamieszczonej na stronach Głównego Urzędu Statystycznego, dotyczącej Kieleckiego Obszaru Metropolitalnego, w 2009 roku obszar ten obejmował 1299 km² i był zamieszkany przez 332 756 osób. W szkołach wyższych na obszarze KOM studiowało ponad 50 tysięcy studentów w roku akademickim 2008/9.
Według programu ESPON – Kielce stanowią duże miasto o znaczeniu krajowym lub międzynarodowym (ang. Transnational/National Functional Urban Area), ale nie zostały wymienione na liście obszarów metropolitalnych o znaczeniu ogólnoeuropejskim MEGA (ang. Metropolitan European Growth Areas). 
Według przyjętej "Koncepcji Przestrzennego Zagospodarowania Kraju 2030" z 2011 r. Kielce były przedstawione jako ośrodek wojewódzki o znaczeniu krajowym, w którym następuje systematyczna koncentracja funkcji metropolitalnych. Kielce w tej koncepcji nie są wymieniane jako ośrodek metropolitalny.
W 2009 r. miasto Kielce otrzymało dofinansowanie 85% projektu "Rozwój systemu komunikacji publicznej w Kieleckim Obszarze Metropolitalnym" o kwocie 303,3 mln zł jako projekt kluczowy dla Programu Operacyjnego Rozwój Polski Wschodniej. Projekt w latach 2007–2013 objął m.in. budowę 4 pętli (2 z dworcami), 14 zatok autobusowych, kupno 40 autobusów dla Kielc.